# Suket
Suket là một thị trấn thống kê (census town) của quận Kota thuộc bang Rajasthan, Ấn Độ.

## Địa lý
Suket có vị trí 24°39′B 76°02′Đ / 24,65°B 76,03°Đ Nó có độ cao trung bình là 320 mét (1049 feet).

## Nhân khẩu
Theo điều tra dân số năm 2001 của Ấn Độ, Suket có dân số 16.983 người. Phái nam chiếm 53% tổng số dân và phái nữ chiếm 47%. Suket có tỷ lệ 61% biết đọc biết viết, cao hơn tỷ lệ trung bình toàn quốc là 59,5%: tỷ lệ cho phái nam là 70%, và tỷ lệ cho phái nữ là 50%. Tại Suket, 19% dân số nhỏ hơn 6 tuổi.